# Lower Benefield
Lower Benefield es un pueblo del distrito de East Northamptonshire, en el condado de Northamptonshire (Inglaterra). Forma parte, junto con Upper Benefield, de la parroquia civil de Benefield. 